# Brenntag
Brenntag SE est une entreprise allemande. Il s'agit de la société holding du groupe Brenntag.
L'entreprise a été fondée en 1874 à Berlin et est spécialisée dans la distribution de produits chimiques.
Son siège à Essen et elle exerce ses activités dans plus de 600 sites dans 72 pays avec plus de 17 500 employés.